# Munchkin (hráč)
Munchkin (mnohdy psáno českou transkripcí jako mančkin) je hráč, který hraje původně nesoutěživou hru na hrdiny agresivně soutěživým způsobem. Munchkin se během hry snaží získat co největší sílu, zabít co nejvíce příšer, získat co nejvíce kořisti bez ohledu na následky této činnosti vzhledem k hraní rolí, logice příběhu, fér hře, logice obecně a nebo zábavě ostatních hráčů. Pojem je používán téměř bez výjimky negativně a často jsou takto označování „powergameři“ (viz powergaming) a obecně méně vyspělí hráči.
Dále existuje stejnojmenná karetní RPG hra, ve které je cílem (jak už název napovídá) být nejsilnější a vyhrát co nejdříve bez ohledu na cokoliv.